# Montagnat
Pour les articles homonymes, voir Montagna (homonymie).
Montagnat est une commune française, dans le département de l'Ain (01) en région Auvergne-Rhône-Alpes.

## Homonymie
Il existe une commune du nom de Montagna-le-Templier et une autre du nom de Montagna-le-Reconduit, toutes deux dans le Jura.
On trouve également une commune Montagna dans le Nord-Est de l'Italie.

## Géographie

### Situation géographique
Montagnat se situe dans le Revermont près de Bourg-en-Bresse (à 7 km). C'est un petit village à une soixantaine de kilomètres au nord de Lyon, et une centaine de kilomètres de Genève.
Son altitude est de 229 mètres.
Montagnat est traversée par la rivière la Reyssouze.

### Climat
Pour des articles plus généraux, voir Climat d'Auvergne-Rhône-Alpes et Climat de l'Ain.
En 2010, le climat de la commune est de type climat des marges montargnardes, selon une étude du CNRS s'appuyant sur une série de données couvrant la période 1971-2000. En 2020, Météo-France publie une typologie des climats de la France métropolitaine dans laquelle la commune est dans une zone de transition entre le climat semi-continental et le climat de montagne et est dans la région climatique Bourgogne, vallée de la Saône, caractérisée par un bon ensoleillement (1 900 h/an), un été chaud (18,5 °C), un air sec au printemps et en été et des vents faibles.
Pour la période 1971-2000, la température annuelle moyenne est de 11,5 °C, avec une amplitude thermique annuelle de 17,8 °C. Le cumul annuel moyen de précipitations est de 1 148 mm, avec 11,6 jours de précipitations en janvier et 8 jours en juillet. Pour la période 1991-2020, la température moyenne annuelle observée sur la station météorologique de Météo-France la plus proche, « Ceyzériat_sapc », sur la commune de Ceyzériat à 3 km à vol d'oiseau, est de 11,7 °C et le cumul annuel moyen de précipitations est de 1 032,6 mm,. Pour l'avenir, les paramètres climatiques de la commune estimés pour 2050 selon différents scénarios d'émission de gaz à effet de serre sont consultables sur un site dédié publié par Météo-France en novembre 2022.
| Mois                                  | jan.           | fév.          | mars           | avril         | mai             | juin          | jui.          | août           | sep.            | oct.            | nov.             | déc.           | année      |
| ------------------------------------- | -------------- | ------------- | -------------- | ------------- | --------------- | ------------- | ------------- | -------------- | --------------- | --------------- | ---------------- | -------------- | ---------- |
| Température minimale moyenne (°C)     | 0,1            | 0,2           | 2,3            | 5,4           | 9,3             | 12,7          | 14,2          | 13,9           | 10,6            | 8,2             | 3,6              | 0,9            | 6,8        |
| Température moyenne (°C)              | 3,1            | 4,1           | 7,6            | 11,2          | 15,1            | 18,7          | 20,4          | 20,1           | 16,2            | 12,6            | 7                | 3,8            | 11,7       |
| Température maximale moyenne (°C)     | 6,1            | 8,1           | 12,9           | 16,9          | 20,8            | 24,7          | 26,6          | 26,4           | 21,9            | 17              | 10,5             | 6,7            | 16,5       |
| Record de froid (°C) date du record   | −15,3 13.01.03 | −17 06.02.12  | −13,2 01.03.05 | −5,5 08.04.21 | −1,3 15.05.1995 | 2,1 04.06.01  | 5,3 17.07.00  | 3,3 30.08.1998 | −0,7 30.09.1995 | −7,1 31.10.1997 | −11,4 23.11.1998 | −17,6 20.12.09 | −17,6 2009 |
| Record de chaleur (°C) date du record | 18,4 10.01.15  | 20,5 24.02.21 | 25,4 31.03.21  | 28,4 30.04.05 | 32,9 24.05.09   | 36,7 22.06.03 | 38,5 31.07.20 | 39,7 24.08.23  | 34,1 10.09.23   | 28,7 09.10.23   | 22,5 08.11.15    | 17,4 08.12.10  | 39,7 2023  |
| Précipitations (mm)                   | 81,1           | 69,1          | 74,5           | 85,8          | 101,3           | 75,5          | 80,9          | 86,5           | 79,5            | 103,9           | 108              | 86,5           | 1 032,6    |

## Urbanisme

### Typologie
Au 1er janvier 2024, Montagnat est catégorisée bourg rural, selon la nouvelle grille communale de densité à 7 niveaux définie par l'Insee en 2022.
Elle appartient à l'unité urbaine de Montagnat, une agglomération intra-départementale dont elle est ville-centre,. Par ailleurs la commune fait partie de l'aire d'attraction de Bourg-en-Bresse, dont elle est une commune de la couronne,. Cette aire, qui regroupe 80 communes, est catégorisée dans les aires de 50 000 à moins de 200 000 habitants,.

### Occupation des sols
L'occupation des sols de la commune, telle qu'elle ressort de la base de données européenne d’occupation biophysique des sols Corine Land Cover (CLC), est marquée par l'importance des territoires agricoles (51,2 % en 2018), en diminution par rapport à 1990 (55,7 %). La répartition détaillée en 2018 est la suivante : 
forêts (34,9 %), terres arables (20,6 %), zones agricoles hétérogènes (15,9 %), prairies (14,6 %), zones urbanisées (12,5 %), zones industrielles ou commerciales et réseaux de communication (1,3 %), milieux à végétation arbustive et/ou herbacée (0,1 %).
L'évolution de l’occupation des sols de la commune et de ses infrastructures peut être observée sur les différentes représentations cartographiques du territoire : la carte de Cassini (XVIIIe siècle), la carte d'état-major (1820-1866) et les cartes ou photos aériennes de l'IGN pour la période actuelle (1950 à aujourd'hui).

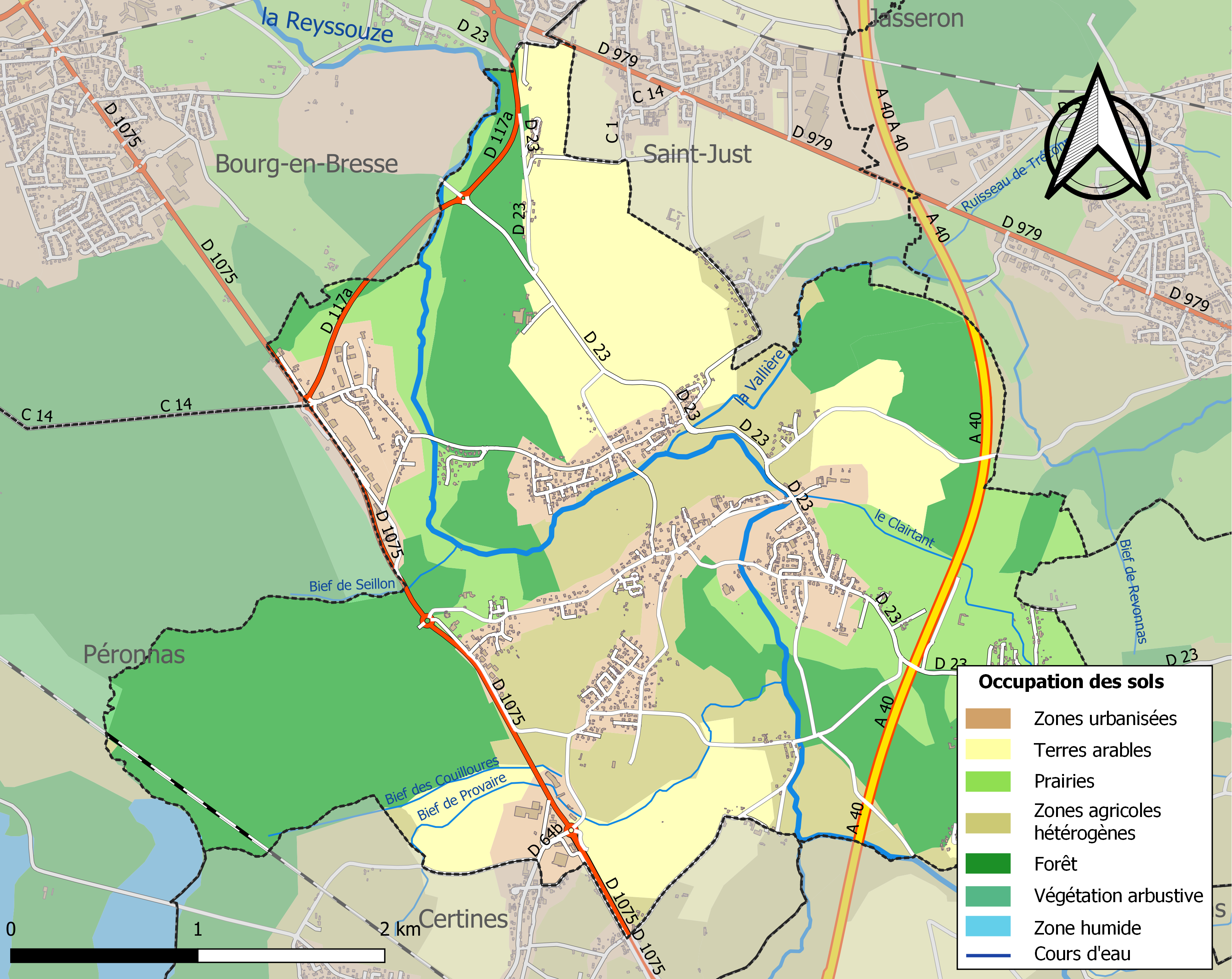
Carte des infrastructures et de l'occupation des sols de la commune en 2018 (CLC).

## Histoire
Beauregard (hameau)
Ancien fief possédé, en 1334, sous l'hommage du comte de Savoie, par Pierre de la Balme dit Maillard, damoiseau. Édouard de La Balme, chevalier, en jouissait en 1402. Par son testament, daté du 27 janvier 1413, ce dernier gentilhomme, mourant sans enfant, le légua à Claude du Saix, qui l'unit à sa terre de Rivoire.

## Politique et administration

### Découpage territorial
La commune de Montagnat est membre de la communauté d'agglomération du Bassin de Bourg-en-Bresse, un établissement public de coopération intercommunale (EPCI) à fiscalité propre créé le 1er janvier 2017 dont le siège est à Bourg-en-Bresse. Ce dernier est par ailleurs membre d'autres groupements intercommunaux.
Sur le plan administratif, elle est rattachée à l'arrondissement de Bourg-en-Bresse, au département de l'Ain et à la région Auvergne-Rhône-Alpes. Sur le plan électoral, elle dépend du  canton de Ceyzériat pour l'élection des conseillers départementaux, depuis le redécoupage cantonal de 2014 entré en vigueur en 2015, et de la quatrième circonscription de l'Ain  pour les élections législatives, depuis le dernier découpage électoral de 2010.

### Administration municipale

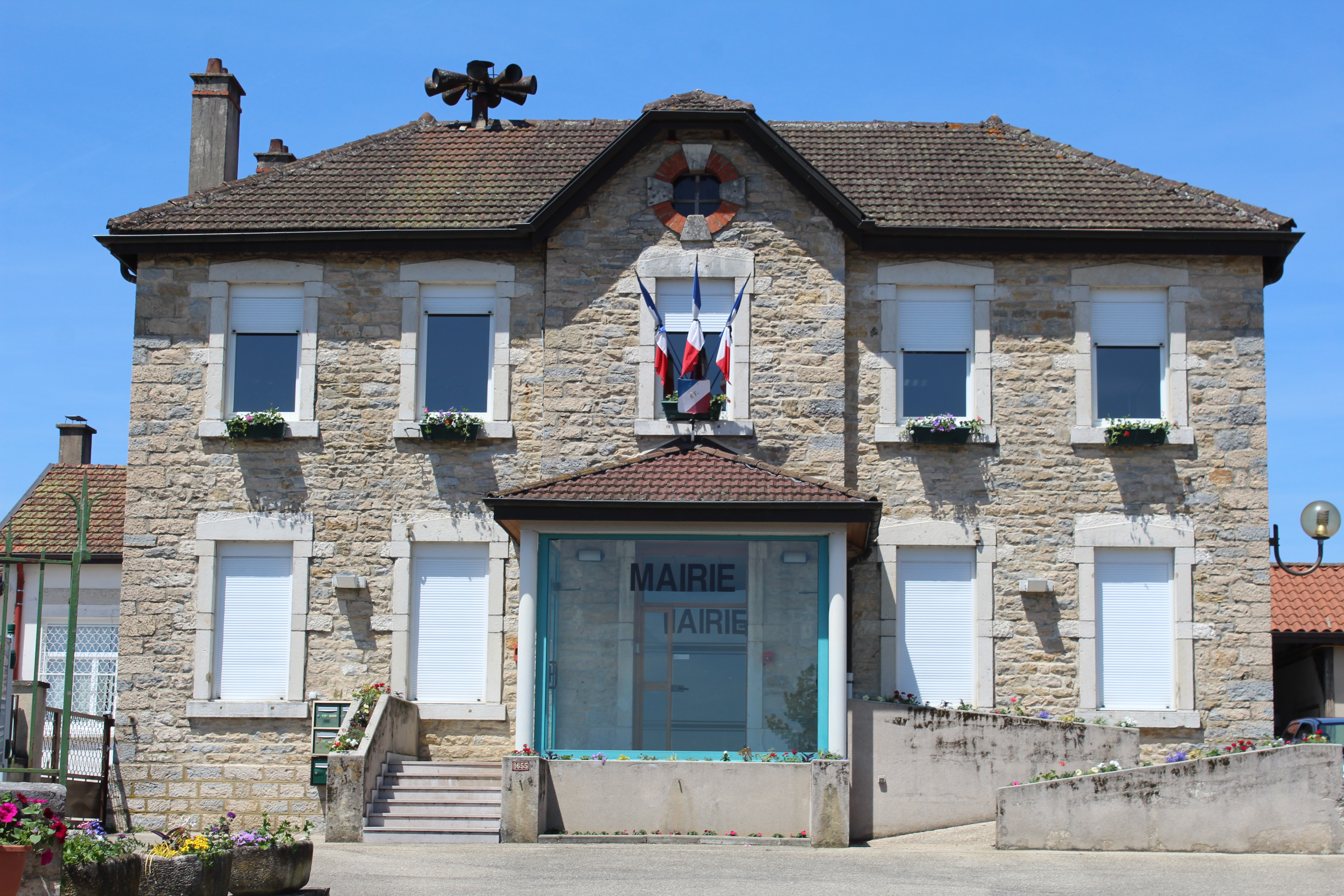
Mairie.

| Période                                  | Période                       | Identité                    | Étiquette | Qualité                                             |
| ---------------------------------------- | ----------------------------- | --------------------------- | --------- | --------------------------------------------------- |
| 1977                                     | 1990 (décès)                  | Georges Perdrix (1926-1990) | DVG       |                                                     |
| 1990                                     | En cours (au 18 janvier 2021) | Yvan Chichoux               | DVD       | Dessinateur Réélu en 1995, 2001, 2008, 2014 et 2020 |
| Les données manquantes sont à compléter. |                               |                             |           |                                                     |

### Tendances politiques et résultats
| Scrutin             | Scrutin             | 1er tour | 1er tour   | 1er tour | 1er tour | 1er tour    | 1er tour | 1er tour | 1er tour   | 1er tour | 1er tour | 1er tour | 1er tour | 2d tour | 2d tour | 2d tour | 2d tour | 2d tour | 2d tour |
| Scrutin             | Scrutin             | 1er      | 1er        | %        | 2e       | 2e          | %        | 3e       | 3e         | %        | 4e       | 4e       | %        | 1er     | 1er     | %       | 2e      | 2e      | %       |
| ------------------- | ------------------- | -------- | ---------- | -------- | -------- | ----------- | -------- | -------- | ---------- | -------- | -------- | -------- | -------- | ------- | ------- | ------- | ------- | ------- | ------- |
| Présidentielle 2017 | Présidentielle 2017 |          | LR         | 26,30    |          | EM          | 26,30    |          | FN         | 20,59    |          | LFI      | 11,80    |         | EM      | 66,38   |         | FN      | 33,62   |
| Présidentielle 2022 | Présidentielle 2022 |          | LREM       | 35,91    |          | RN          | 21,26    |          | LFI        | 13,67    |          | REC      | 9,17     |         | LREM    | 63,03   |         | RN      | 36,97   |
| Législatives 2022   | 4e                  |          | LREM (ENS) | 22,66    |          | LFI (NUPES) | 18,10    |          | RN         | 17,22    |          | LR       | 14,18    |         | RN      | 58,72   |         | LFI     | 41,28   |
| Législatives 2024   | 4e                  |          | RN         | 38,05    |          | HOR (ENS)   | 29,21    |          | EELV (NFP) | 22,26    |          | LR       | 9,74     |         | HOR     | 57,59   |         | RN      | 42,41   |

## Démographie
L'évolution du nombre d'habitants est connue à travers les recensements de la population effectués dans la commune depuis 1793. Pour les communes de moins de 10 000 habitants, une enquête de recensement portant sur toute la population est réalisée tous les cinq ans, les populations de référence des années intermédiaires étant quant à elles estimées par interpolation ou extrapolation. Pour la commune, le premier recensement exhaustif entrant dans le cadre du nouveau dispositif a été réalisé en 2008.

En 2022, la commune comptait 2 164 habitants, en évolution de +10,41 % par rapport à 2016 (Ain : +5,15 %, France hors Mayotte : +2,11 %).
| 1793 | 1800 | 1806 | 1821 | 1831 | 1836 | 1841 | 1846 | 1851 |
| ---- | ---- | ---- | ---- | ---- | ---- | ---- | ---- | ---- |
| 434  | 474  | 484  | 403  | 492  | 514  | 514  | 514  | 560  |

| 1856 | 1861 | 1866 | 1872 | 1876 | 1881 | 1886 | 1891 | 1896 |
| ---- | ---- | ---- | ---- | ---- | ---- | ---- | ---- | ---- |
| 569  | 563  | 531  | 522  | 499  | 464  | 493  | 471  | 466  |

| 1901 | 1906 | 1911 | 1921 | 1926 | 1931 | 1936 | 1946 | 1954 |
| ---- | ---- | ---- | ---- | ---- | ---- | ---- | ---- | ---- |
| 415  | 416  | 426  | 404  | 415  | 386  | 370  | 398  | 403  |

| 1962 | 1968 | 1975 | 1982  | 1990  | 1999  | 2006  | 2008  | 2013  |
| ---- | ---- | ---- | ----- | ----- | ----- | ----- | ----- | ----- |
| 396  | 419  | 633  | 1 005 | 1 173 | 1 421 | 1 549 | 1 588 | 1 803 |

| 2018  | 2022  | - | - | - | - | - | - | - |
| ----- | ----- | - | - | - | - | - | - | - |
| 2 024 | 2 164 | - | - | - | - | - | - | - |

## Jumelages
Ungureni (Roumanie).

## Culture locale et patrimoine

### Lieux et monuments

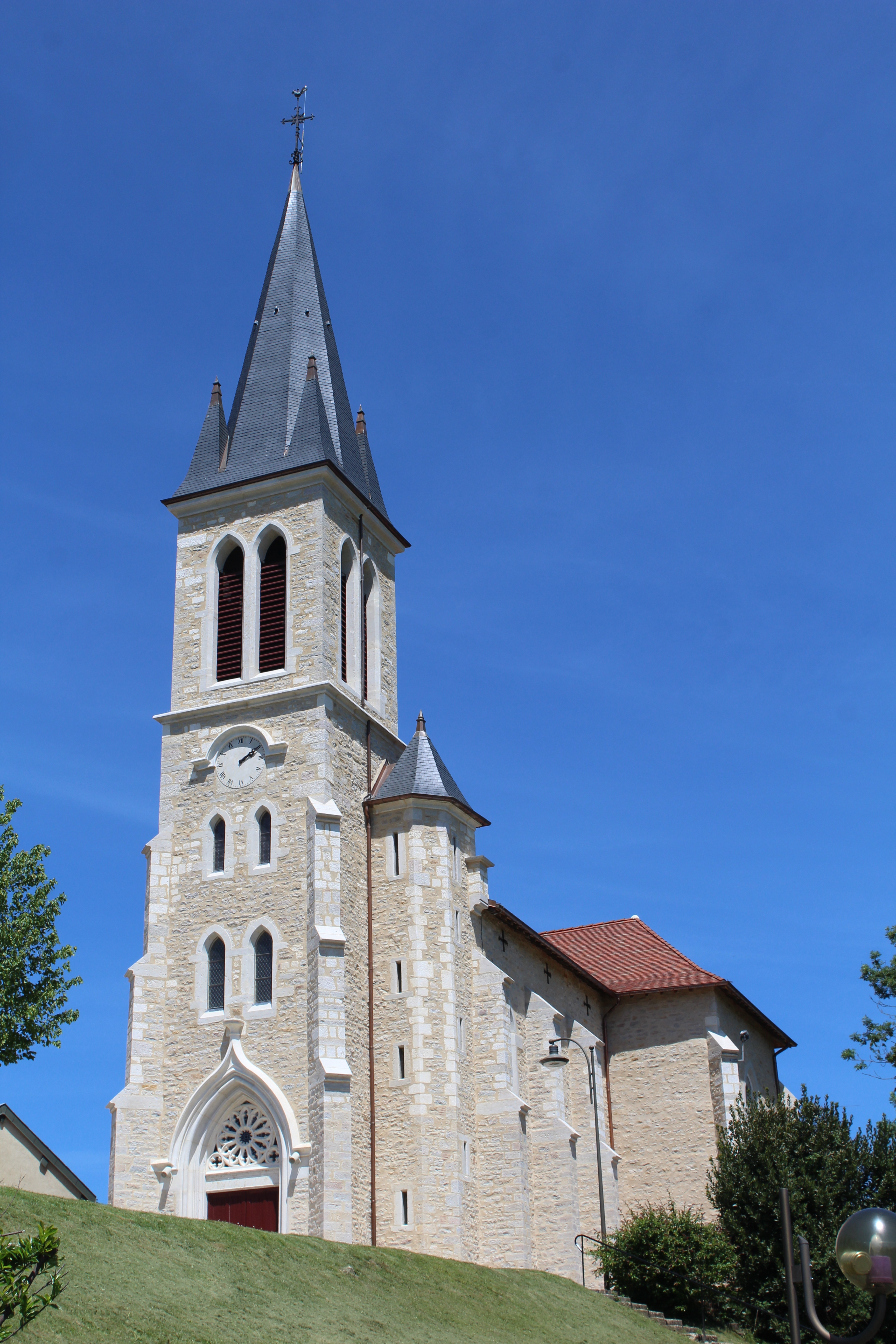
L'église Saint-Clair.

- L'église Saint-Clair, située sur une colline offrant un point de vue sur le Revermont permettant de découvrir Saint-Martin-du-Mont au loin et par temps clair le col de Portes. L'église abrite un tableau du peintre flamand Nicolas de Hoey (1547-1611), intitulé La Montée au calvaire, qui a fait l'objet d'une inscription en tant qu'objet au titre des monuments historiques en 2000[26].
- Château de Montplaisant

Cette vaste demeure bâtie au XVIIIe siècle, entourée d'un parc où l'on trouve une remarquable charmille du XIXe siècle, possède de belles salles de réception. Il fait l’objet d’une inscription au titre des monuments historiques depuis 1981.
- Château de Rivoire[28]

La première pierre du château de Rivoire est posée en 1201, par Claude du Saix. De cette époque subsiste le donjon. En 1305, Othon III de Grandson, alors en exil en France, consacre la chapelle du château de Rivoire sous le double vocable de la Vierge et de saint-Saturnin. En 1501, Marguerite d'Autriche, très attachée à ce château, fonde un couvent-hôpital dont elle confie la charge aux moines trinitaires ou Mathurins. Le château est reconstruit au XIXe siècle.
- Le château de Noirefontaine, du XIXe siècle, situé au milieu d'un parc descendant en pente douce vers la Reyssouze, visible seulement de l'extérieur. Il est décrit, sous son ancienne appellation de « château des Noires-Fontaines », dans le roman d'Alexandre Dumas père Les compagnons de Jéhu[29] publié en 1856.

- En 2014, la commune obtient le niveau « deux fleurs » au concours des villes et villages fleuris[30].

### Personnalités liées à la commune
- Horace Antoine Fonville (1832-1914), peintre paysagiste et aquafortiste, a vécu une trentaine d'années et est enterré à Montagnat ;
- Jacques Tacnet dit Jacques Ducreux (1918-1952), journaliste collaborateur, élu député sous une fausse identité à la Libération y est mort lors d'un accident de ma route.